# Miss Mondo 1971
Miss Mondo 1971, la ventunesima edizione di Miss Mondo, si è tenuta il 10 novembre 1971, presso il Royal Albert Hall di Londra. Il concorso è stato presentato da Michael Aspel e David Vine. Lucia Tavares Petterle, rappresentante del Brasile è stata incoronata Miss Mondo 1971.

## Risultati
| Risultato finale | Concorrente |
| ---------------- | --- |
| Miss Mondo 1971  | - Brasile - Lúcia Petterle |
| 2ª classificata  | - Regno Unito - Marilyn Ann Ward |
| 3ª classificata  | - Portogallo - Ana De Almeida |
| 4ª classificata  | - Guyana - Nalini Moonsar |
| 5ª classificata  | - Giamaica - Ava Joy Gill |
| Finaliste        | - Francia - Myriam Stocco - Stati Uniti - Brucene Smith |
| Semifinaliste    | - Australia - Valerie Roberts - Austria - Waltraud Lucas - Guam - Deborah Bordallo Nelson - Israele - Miri Ben-David - Spagna - María García - Sudafrica - Monica Fairall - Svezia - Simonetta Kohl - Venezuela - Ana María Padrón |

### Riconoscimenti speciali
- Best National Costume  Filippine - Onelia Ison Jose

## Concorrenti
- Africa meridionale - Gaily Ryan
- Antille Olandesi - Maria Elizabeth Bruin
- Argentina - Alicia Beatriz Daneri
- Australia - Valerie Roberts
- Austria - Waltraud Lucas
- Bahamas - Frances Clarkson
- Belgio - Martine De Hert
- Bermuda - Rene Furbert
- Brasile - Lúcia Petterle
- Canada - Lana Drouillard
- Ceylon - Gail Abayasinghe
- Cipro - Kyriaki Koursoumba
- Corea del Sud - Lee Young-eun
- Ecuador - María Cecilia Gómez
- Filippine - Onelia Ison Jose
- Finlandia - Mirja Halme
- Francia - Myriam Stocco
- Germania - Irene Neumann
- Giamaica - Ava Joy Gill
- Giappone - Emiko Ikeda
- Gibilterra - Lisette Chipolina
- Grecia - Maria Maltezou
- Guam - Deborah Bordallo Nelson
- Guyana - Nalini Moonsar
- India - Prema Narayan
- Irlanda - June Glover
- Islanda - Fanney Bjarnadóttir
- Israele - Miri Ben-David
- Italia - Maria Pinnone
- Jugoslavia - Zlata Petković
- Lussemburgo - Mariette Werckx
- Malaysia - Daphne Munro
- Malta - Doris Abdilla
- Mauritius - Marie-Anne Ng Sik Kwong
- Messico - Lucía Arellano
- Nicaragua - Soraya Herrera
- Norvegia - Kate Starvik
- Nuova Zelanda - Linda Ritchie
- Paesi Bassi - Monica Strotmann
- Panama - María de Lourdes Rivera
- Paraguay - Rosa María Duarte
- Porto Rico - Raquel Quintana
- Portogallo - Ana De Almeida
- Regno Unito - Marilyn Ann Ward
- Rep. Dominicana - Haydée Kuret
- Seychelles - Nadia Morel du Boil
- Spagna - María García
- Stati Uniti - Brucene Smith
- Sudafrica - Monica Fairall
- Svezia - Simonetta Kohl
- Svizzera - Patrice Sollner
- Thailandia - Boonyong Thongboon
- Trinidad e Tobago - Maria Jordan
- Tunisia - Souad Keneari
- Turchia - Nil Menemencioglu
- Venezuela - Ana María Padrón